# Солнцево
Со́лнцево (рос. Солнцево) — село у складі Шилкинського району Забайкальського краю, Росія. Входить до складу Первомайського міського поселення.
Стара назва — Солнцева.

## Населення
Населення — 279 осіб (2010; 352 у 2002).
Національний склад (станом на 2002 рік):
- росіяни — 99 %